# Wildberg (Calw)
Wildberg (pronunciación en alemán: /ˈvɪltˌbɛʁk/ⓘ) es un municipio situado en el distrito de Calw, en el estado federado de Baden-Wurtemberg (Alemania), con una población a finales de 2016 de unos 9937 habitantes.
Se encuentra ubicado en el centro del estado, en la región de Karlsruhe, en la parte septentrional de las montañas de la Selva Negra.